# Treenighedskirken (Sibiu)
 For alternative betydninger, se Treenighedskirken. (Se også artikler, som begynder med Treenighedskirken)
Hellig Treenighedskirken eller officielt Sibiu romersk-katolske sognekirke Hellig Treenighed (rumænsk: Biserica parohială romano-catolică "Sf. Treime” din Sibiu) er en romersk-katolsk kirke i byen Sibiu i județul Sibiu opført i perioden 1726–33. Bygningen fik i 1738 tilføjet et klokketårn. Kirken ligger på hjørnet af Piața Mare (Markedspladsen) og Piața Mică (Lille Plads).
Hellig Treeninghedskirken er en tidligere jesuitterkirke, der med klassifikationskode SB-II-12 093 mA i 2004 registreredes som et historisk monument i Sibiu. Samtidig, inkluderet på den samme liste, er det romersk-katolske sognehus, som ligger i Jesuitterseminariet, der omfatter dele af Buntmagergildet. Denne bygning stammer fra det 16. århundrede, og blev genopbygget i perioden 1726–39. Det har code-m SB-II-A-12 092.